# 札幌市交通局150形電車
札幌市交通局150形電車（さっぽろしこうつうきょく150がたでんしゃ）は、札幌市交通局の前身である札幌市電気局が1936年に導入した札幌市電の路面電車車両である。

## 概要
1936年（昭和11年）に導入された半鋼製4輪単車。151～161号の11両。
120形までの木造から半鋼製となり、130形、170形は同一設計である。ボギー車導入までは主力車種として活躍した。
1957年（昭和32年）から1960年（昭和35年）にかけて道産電車200形・240形に主要機器を譲ったほか、全車ボギー化後も2両が事業用として残存していた。

## 主要諸元
- 全長：8,230mm
- 全幅：2,210mm
- 全高：3,445mm
- 自重：7.0t
- 定員：42人
- 出力・駆動方式：22.38kW×2・吊り掛け式
- 台車型式：日本車輌SS形